# Hikvision
Hangzhou Hikvision Digital Technology Co., Ltd. é uma empresa chinesa parcialmente estatal de equipamentos de vigilância por vídeo para fins civis e militares, com sede em Hangzhou, na China. Suas ações de controle pertencem ao governo chinês. Por ter se envolvido em violação dos direitos humanos e preocupações com a segurança, a empresa foi colocada sob sanções do governo dos EUA e está impedida de receber contratos do governo norte-americano.

## História
A Hikvision foi fundada em 2001 por Zhejiang HIK Information Technology Co., Ltd. (chinês simplificado: 浙江海康信息技术股份有限公司), com uma participação de 51%, e Gong Hongjia (chinês simplificado: 龚虹嘉), com uma participação de 13,4%. A Hikvision é uma provedora de soluções IoT com o ramo de vigilância por vídeo como sua atividade principal. A empresa dedica 8% de sua receita anual à pesquisa e desenvolvimento com 40.403 funcionários.
A Hikvision está listada na Bolsa de Valores de Shenzhen desde 2010. A empresa fabrica produtos de vigilância para o mundo inteiro por meio de mais de 2.400 parceiros em 155 países e regiões, e está presente em 18 países ao redor do mundo.
Em outubro de 2016, a empresa fechou um acordo para fazer uso da tecnologia de visão computacional da Movidius.

## Acionistas
- Atualizado até 31 de dezembro de 2017

A Hikvision foi uma empresa de propriedade da China Electronics Technology HIK Group Co., Ltd. (HIK Group, chinês simplificado: 中电海康集团有限公司), uma subsidiária integral da China Electronics Technology Group, que possui uma participação de 39,59%. A China Electronics Technology Group é uma empresa estatal que pertence e é supervisionada pela Comissão de Supervisão e Administração de Ativos Estatais do Conselho de Estado. A empresa possui uma participação de 1,96% da Hikvision através do seu instituto de pesquisa 52 (chinês simplificado: 中国电子科技集团公司第五十二研究所). O presidente da Hikvision, Chen Zongnian (chinês simplificado: 陈宗年), é também o presidente e secretário do Comitê do Partido do Grupo HIK, e chefe do  instituto de pesquisa.

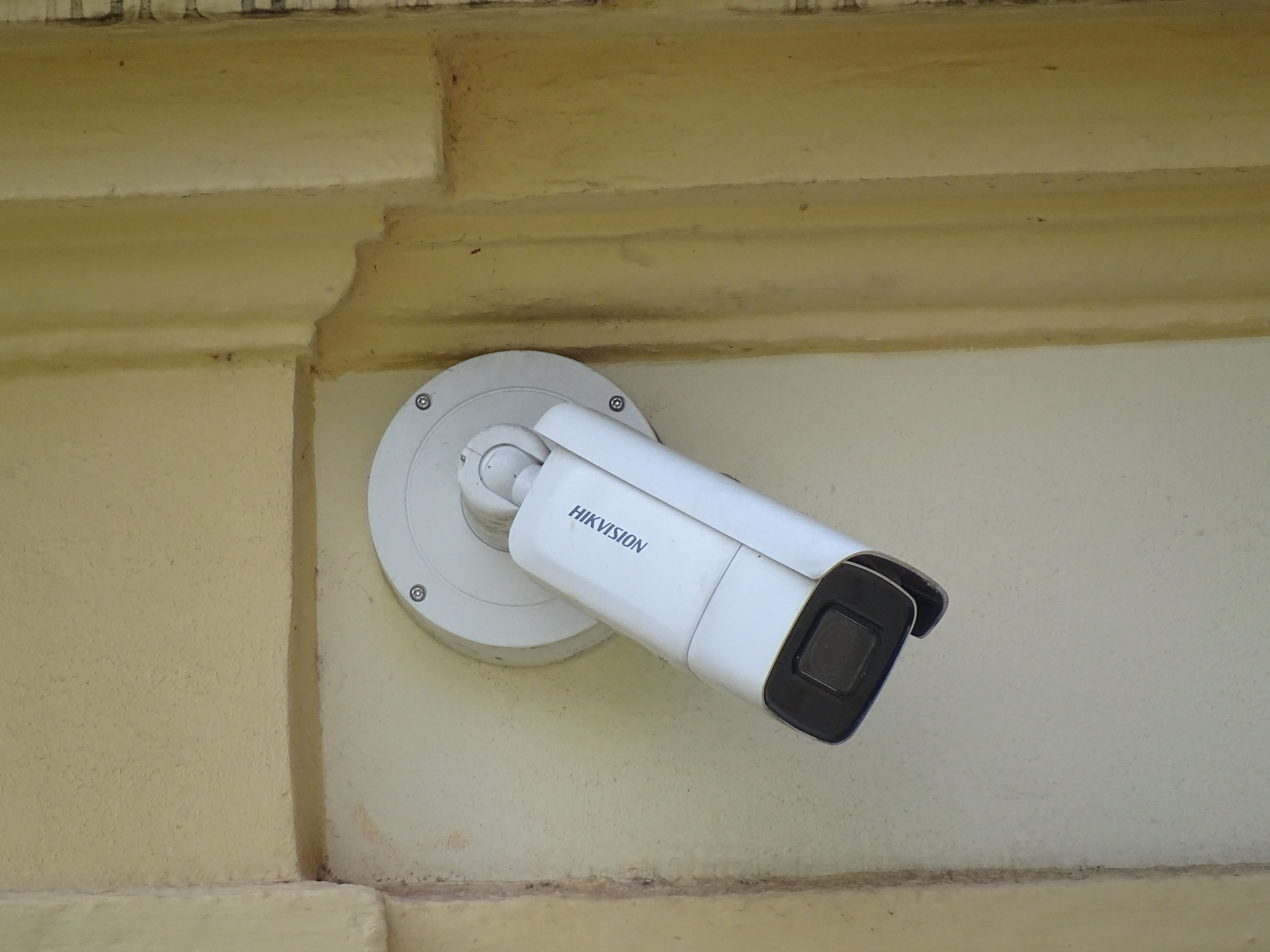
Câmera de vigilância Hikvision em Belo Horizonte

O maior acionista individual da empresa é o vice-presidente Gong Hongjia, com uma participação de 13,4%. O terceiro maior acionista é um fundo de private equity (chinês simplificado: 新疆威讯投资管理有限合伙企业, pinyin: Xīnjiāng Wēixùn), que possui uma participação de 7,09%, ligada ao atual gerente-geral da Hikvision, Hu Yangzhong. De acordo com documentos anteriores, Xinjian Weixun também estava associado a Liu Xiang (chinês simplificado: 刘翔), ex-diretor (de 2015 a março de 2018) e ex-gerente geral adjunto (chinês simplificado: 副总经理) da Hikvision, atual vice-gerente geral do HIK Group, presidente da sua irmã Phenix Optical (SSE).
O quarto maior acionista é outro fundo de private equity (chinês simplificado: 新普康投资有限合伙企业), que tinha uma participação de 2,08%. O fundo era de propriedade parcial da esposa de Gong, Chen Chunmei (chinês simplificado: 陈春梅) e Hu Yangzhong. Hu Yangzhong também possuía uma participação de 1,33%. Em resumo, esses acionistas detinham uma participação combinada de 65,71%. Por último, a Hong Kong Securities Clearing Company possuía uma participação acionária de 9,77%, que foi nomeada pela Shanghai-Hong Kong Stock Connect e pela Shenzhen-Hong Kong Stock Connect .
A Fidelity International também é um grande investidor da empresa.

## Mercado
Em junho de 2019, a Hikvision foi classificada na posição 800º na edição de 2019 da Forbes Global 2000. Em 16 de novembro de 2016, a empresa também era uma constituinte do Índice SZSE 100, um índice da Bolsa de Valores de Shenzhen, bem como dos índices pan-China CSI 300 Index, FTSE China A50 Index e Hang Seng China 50 Index . 

## Subsidiárias
- Atualizado até 31 de dezembro de 2015

- Hikvision USA (100%)
- HDT International (100%)

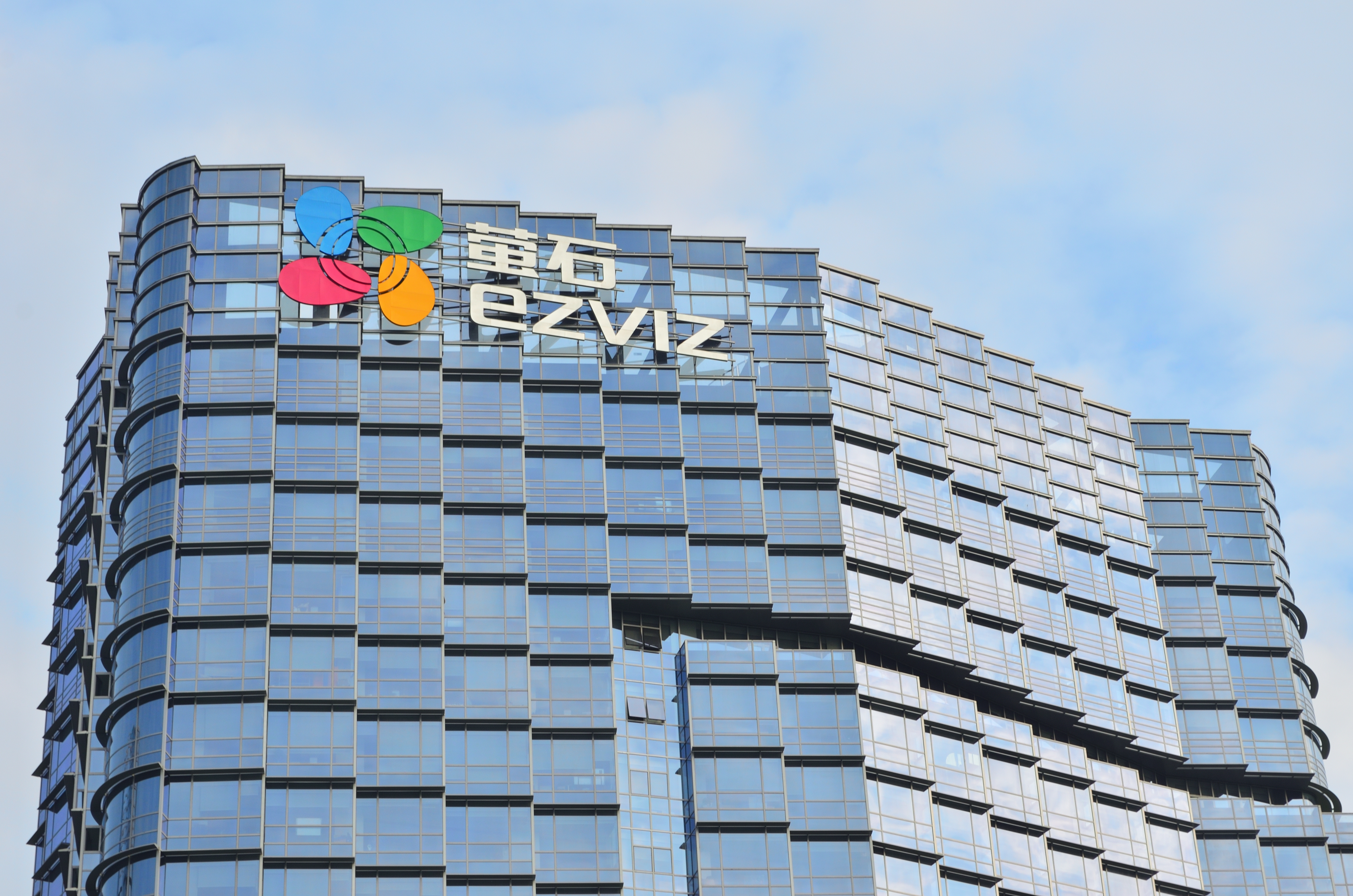
Escritório Ezviz em Hangzhou

- Prama Hikvision India Private Limited (58.00%)
- Hikvision Europe B.V. (100%)
- Hikvision FZE (100%)
- Hikvision Singapore (100%)
- Hikvision South Africa (100%)
- Hikvision Italy (100%)
- Hikvision do Brasil Comércio de Equipamentos de Segurança (100%)
- Hikvision Australia (100%)
- Hikvision International (100%)
- Hikvision France (100%)
- Hikvision Iran (100%)
- Hikvision Spain (100%)
- ZAO Hikvision (100%)
- Hikvision UK (100%)
- Hikvision Poland (100%)
- Cooperative Hikvision Europe U.A. (100%)
- Hikvision Canada (100%)
- OOO Hikvision (100%)
- Hikvision Korea (100%)
- Ezviz (100%)

## Controvérsias

### Supostas tentativas de ocultar propriedade do governo
A IPVM.com criticou a Hikvision por supostamente ocultar sua propriedade do governo chinês. Jeffrey He, presidente da Hikvision North America, criticou o blogueiro por supostamente buscar ganhos financeiros.
Alan West, em uma entrevista publicada pelo jornal The Times (e republicada pelo The Australian), sugeriu que a propriedade da Hikvision levantava questões éticas e de segurança a respeito dos produtos da Hikvision pelo governo britânico.

### Envolvimento nos campos de reeducação de Xinjiang
Em janeiro de 2019, o governo dos Estados Unidos começou a se questionar se deveria dar sanções à Hikvision, que o jornal The Nation descreveu como tendo "fornecido milhares de câmeras para monitoramento de mesquitas, escolas e campos de concentração em Xinjiang".
O governo dos EUA proibiu a empresa de receber contratos em agosto de 2019 devido a questões de segurança. Em outubro de 2019, a Hikvision foi listada na Lista de Entidades pelo governo dos Estados Unidos por seu papel na vigilância de uigures em Xinjiang e de outras minorias étnicas e religiosas na China. Em novembro de 2020, o presidente Donald Trump emitiu uma ordem executiva que proíbe qualquer empresa ou indivíduo norte-americano de possuir ações em empresas que o Departamento de Defesa dos Estados Unidos listou como tendo ligações com o Exército de Libertação do Povo, que incluía a Hikvision.
Em resposta às proibições e sanções, a Hikvision contratou lobistas, incluindo o ex-senador David Vitter.